# Pedro Fages
Pedro Fages (* 1734 in Guissona, Katalonien; † nach 1794 in Mexiko-Stadt, Mexiko) war ein spanischer Soldat, Entdecker und Kolonialgouverneur von Oberkalifornien.

## Lebenslauf
Pedro Fages wurde in Katalonien geboren, wo er bis 1767 verblieb. Er schloss sich dem spanischen Militär an und wurde im Jahr 1767 zum Leutnant befördert. Im gleichen Jahr schloss er sich Freiwilligen aus Katalonien an, die in Sonora Indianer bekämpfen sollten. Die Truppe verließ Spanien über den Hafen von Cádiz und erreichte Mexiko. Dort beteiligte sich Fages an einigen Vorstößen gegen die Indianer. Im Jahr 1769 wurden er und 25 weitere Männer seiner katalanischen Einheit zur Unterstützung einer von Gaspar de Portolà geführten Expedition nach Oberkalifornien abkommandiert. Er gehörte zunächst zu einer Marineeinheit, die die Expedition von See aus unterstützte. Danach nahm er auch im Rahmen von Portolàs Mission an Vorstößen im Norden Mexikos teil. Er war an der Gründung von San Diego und an der Entdeckung der Stelle beteiligt an der später San Francisco entstehen sollte. Außerdem gehört Fages zu den europäischen Entdeckern des San Joaquin Valleys. In Oberkalifornien wurde er erster Vizegouverneur unter Portolà. Nach dessen Ausscheiden aus diesem Amt trat er die Nachfolge als Gouverneur an. Dieses Amt bekleidete er zwischen 1770 und 1774. In dieser Zeit gab es Konflikte mit dem Orden der Franziskaner. Anschließend kommandierte er eine katalanische Einheit, die in Guadalajara stationiert war. Im Jahr 1777 wurde der inzwischen zum Oberstleutnant aufgestiegene Fages erneut nach Sonora beordert, wo er gegen die Apachen kämpfte. Zwischen 1782 und 1791 war er erneut Kolonial Gouverneur von Oberkalifornien. Dabei residierte er in der 1770 gegründeten und seit 1776 als Hauptstadt dienenden Stadt Monterey. Im Jahr 1789 erreichte er den militärischen Rang eines Obersts. Seine Zeit als Gouverneur verlief weitgehend friedlich. Nach seiner Gouverneurszeit zog er nach Mexiko-Stadt, wo er nach 1794 verstarb.